# Hachen (Lennestadt)
Das Dorf Hachen ist ein Ortsteil von Lennestadt im Sauerland und liegt verkehrlich abgeschieden am Rande des Rothaargebirges etwa 2–3 km von der Ortschaft Elspe entfernt.

## Geschichte
Die Entstehung von Hachen ist zeitlich nicht näher bekannt. Aufgrund der Nähe zu Elspe kann sie nach dem Jahr 1000 vermutet werden. In dieser karolingisch-ottonischen Zeit entstanden in der Region Siedlungen im Zusammenhang größerer Rodungen, die wohl vom Königshof in Elspe gelenkt wurden. Im Folgenden werden einige, in alten Urkunden bzw. Aufzeichnungen enthaltene Ereignisse erwähnt.
Wurzel des Ortsnamens Hachen ist das altsächsische Wort „hagan“ für Dornstrauch, woraus eine Stellenbezeichnung bzw. Siedlung „bei einer Dornhecke“ gedeutet werden kann.
In der Zeit von etwa 1360 bis zur Soester Fehde 1444 fiel das Land Bilstein an den Grafen von der Mark. Nur die Städte Attendorn, Olpe und Drolshagen sowie der Bereich um Elspe (mit Hachen) blieb beim Erzbischof von Köln. Vermutlich aus diesem Grund ließ der Graf von der Mark das verbliebene Land Bilstein mit einer Landwehr befestigen. Die märkische Landesgrenze, welche in großen Abschnitten noch heute im Gelände sichtbar ist, führte von Finnentrop kommend die Lenne herauf bis Theten, überquerte hier die Lenne (heute noch eine Furt durch die Lenne) und auf der anderen Lenneseite den Berg herauf bis zur „Stepel“ (Heiligenhäuschen Meggen), um weiter über die mittelste Hardt nach Halberbracht zu führen. Der zum Kölnischen gehörende Ort Hachen war in dieser Zeit ein Grenzort zum benachbarten märkischen „Ausland“.
Godert Vogt von Elspe besaß bereits 1467 ein Gut in Hachen, welches Noldeken bewirtschaftete, von dem er den Kirchenmeistern (Helfer des Pfarrers) zu Elspe eine Rente zur Beleuchtung des Heiligen Kreuzes verkaufte.
Bei der Erbteilung der Brüder Heinrich und Wilhelm Vogt von Elspe im Jahr 1467 wird Gerken und Schalckhans Gut zu Hachen und der schmale Zehnte daselbst erwähnt. 1485 wird neben Hermann von Leckebert vicecurait(= Vizepfarrer) auch Hans Groteboile van Hachen als Kirchenmeister in einer Vereinbarung genannt, gemäß der das Kloster Ewig ein Messbuch nach „kölschen Regeln“ schreiben soll. Weiter ist beim Erbvergleich der Brüder Heinrich, Bernd und Wilhelm Vogt von Elspe der Bocks Hof zu Hachen genannt. Im Jahr 1596 und 1598 ist ein Michael Haberhans zu Hachen mit seiner Frau Katharina genannt beim Kauf eines Landes in Elspe. Jost Haverhans zu Hachen wird 1620 von Bernhard Vogt von Elspe zu Bamenohl mit einem Stück Land oberhalb der Kirche von Elspe belehnt. Viel Kriegsvolk hat Agathe Schottlersche von Hachen 1636 bei sich im Haus gehabt, welche des Abend ausgegangen und hinter Feckers Hof im Siepen neben dem Bach tot aufgefunden wurde.
Erste konkrete Hinweise über Einwohnerzahlen ergeben sich aus alten Schatzungsregistern. Das Schatzungsregister von 1535 und 1543 (diente der Erhebung der Türkensteuer) des Herzogtums Westfalens weist für das Dorf Hachen vier Schatzpflichtige aus, die zahlenmäßig mit vorhandenen Häusern bzw. Familien in etwa übereinstimmen dürften.

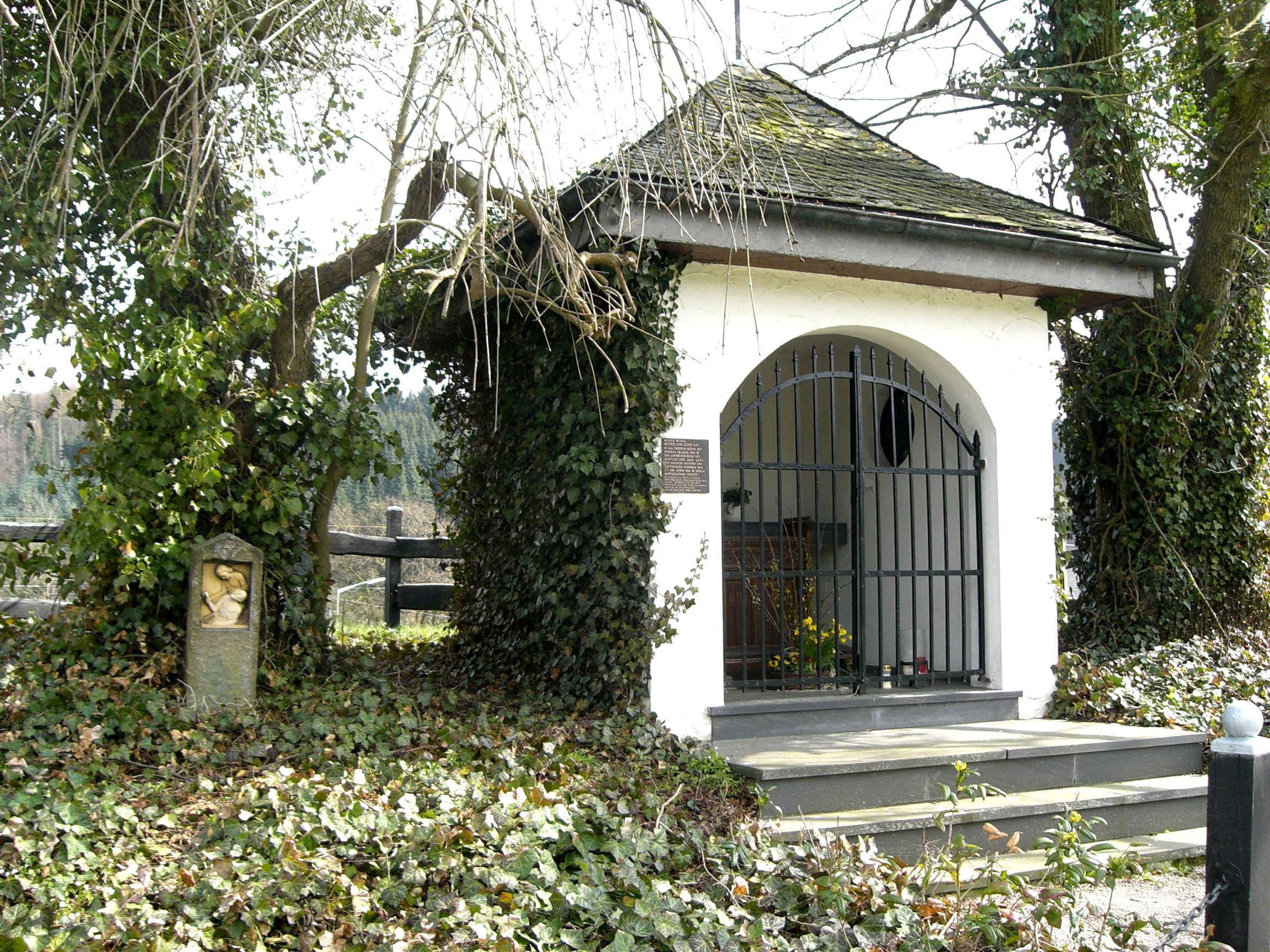
Andachtsstätte in Hachen

Ende Juni 2020 verfügte Hachen über 26 Einwohner und ist damit über die Jahrhunderte klein geblieben. Das äußere Bild wird überwiegend geprägt durch gut erhaltene landwirtschaftliche Fachwerkhäuser mit Gemüse- und Obstgärten. Das dörfliche Gewerbe umfasst außer landwirtschaftlichen Betrieben (Nebenerwerbe), ein forstwirtschaftliches Unternehmen, eine größere Schreinerei, einen Reiterhof und eine Hufschmiede. 
Über eine Kirche bzw. Kapelle verfügt das Dorf nicht. Am Dorfrand (Richtung Elspe) befindet sich jedoch ein zu einer Andachtstätte ausgebauter Bildstock, welcher der Gottesmutter gewidmet ist. 
Im Südosten des Hachener Tals erstreckt sich die Wallanlage Weilenscheid, deren Entstehung (als Ringwallanlage) in dem Zeitraum 7. Jahrhundert vor Christus bis um Christi Geburt anzunehmen ist. In neuerer Zeit wurde die Anlage mit einem Aussichtsturm versehen.
Ein alter Kreuzweg führt von der Pfarrkirche zu Elspe nach Hachen, welcher von der Familie Joseph Scheider (Fecker) im Jahre 1860 errichtet wurde. Dieser wurde im Jahr 1929 und 1946 erneuert.

## Eingemeindung
Bis zum 30. Juni 1969 gehörte Hachen zur Gemeinde Elspe, wurde dann zum 1. Juli 1969 in die neu gegründete Stadt Lennestadt eingegliedert.